# Exocentrus hallei
Exocentrus hallei là một loài bọ cánh cứng trong họ Cerambycidae.